# Nunes Marques
Kassio Nunes Marques (Teresina, 16 de mayo de 1972) es un magistrado brasileño, sendo en la actualidad ministro del Supremo Tribunal Federal (STF).
Anteriormente, fue abogado, juez del Tribunal Regional Electoral del Piauí y desembargador del Tribunal Regional Federal de la 1ª Región en el mismo estado.

## Formación académica
Graduado en derecho por la Universidad Federal del Piauí (UFPI) en 1994, Nunes concluyó especialización en proceso y derecho tributario por la Universidade Federal do Ceará (UFCE) en 2013, así como máster en derecho constitucional por la Universidad Autónoma de Lisboa (Portugal) en 2015 y Doctorado en derecho por la Universidad de Salamanca (España) en 2020.

## Carrera
Nunes actuó como abogado entre 1996 y 2011, en las áreas cível, laboral y tributaria. De 2001 a 2011, fue socio de la oficina Marques, Carvalho e Araújo Advogados Associados.
De 2007 a 2009, fue consejero seccional de la Orden de los Abogados de Brasil (OAB) del Piauí, y de 2010 a 2011 fue suplente del Consejo Federal de la OAB, en el cual integró la Comisión Nacional de Derecho Electoral y Reforma Política.
En mayo de 2008, se hizo juez del Tribunal Regional Electoral del Piauí (TRE-PI), indicado por el Tribunal de Justicia del Estado del Piauí para vacante destinada a abogado, con mandato de dos años, siendo reconducido en 2010.
En 12 de mayo de 2011, asumió el cargo de desembargador del Tribunal Regional Federal de la 1ª Región (TRF-1), indicado en lista sêxtupla por la Orden de los Abogados de Brasil y nombrado para el presidenta Dilma Rousseff en vacante del quinto constitucional, después de la jubilación del desembargador Carlos Fernando Mathias de Souza. En el TRF-1, integró a 1ª Turma de la 1ª Sección, compuesta de seis magistrados y responsable, principalmente, por el juicio de procesos en el área de seguridad social Fue vicepresidente del tribunal de 2018 a 2020.

## Supremo Tribunal Federal

### Indicación
En 30 de septiembre de 2020, el presidente Jair Bolsonaro comunicó a los ministros del Supremo Tribunal Federal (STF) la intención de indicar Nunes para integrar aquella corte, en la vacante que sería abierta por la jubilación del ministro Celso de Mello. La elección fue considerada por aliados del presidente y por la prensa como una sorpresa, con miras a que Nunes no estaba en las listas de potenciales indicados para la función. Además de eso, la indicación de un nombre para una vacante en el STF ocurrió antes de esta ser abierta, lo que también es inusual.
El desembargador fue clasificado como "equilibrado y discreto". A la vez, dos integrantes del alta corte comentaron, en conversación reservada con la prensa, que quedaron aliviados por el nombramiento, una vez que Nunes no era "altamente identificado con Bolsonaro".
El día 2 de octubre, Bolsonaro comunicó oficialmente Senado Federal sobre la indicación de Nunes.
Durante el proceso de indicación, su currículo fue contestado por vehículos de prensa. En la titulação declarada por Nunes, constaba una post-graduação en "Contratación Pública" por la Universidad de Coruña (España), curso que la universidad negó haber ofertado como polvos-graduação y afirmó que se trataría de un curso de cuatro días en el cual el desembargador hube participado como ouvinte. Nunes también declaró en el currículo un polvos-doutorado en derecho constitucional por la Universidad de Messina (Italia), curso que la institución afirmó tratarse no de un polvos-doutorado, pero de un ciclo de seminarios, sin equivalencia a un grado académico.
En 21 de octubre de 2020, Nunes fue sabatinado por Senado Federal, siendo el mismo día aprobado por la Comisión de Constitución y Justicia con 22 votos favorables y 5 contrarios, y por el plenario con 57 votos favorables, 10 contrarios y 1 abstención. El día siguiente, fue nombrado por Bolsonaro para el cargo de ministro del Supremo Tribunal Federal y tomó posesión en 5 de noviembre de 2020.

### Actuación

#### Liberação de cultos religiosos durante la pandemia de COVID-19
En 3 de abril de 2021, Nunes Marques permitió la realización de misas y cultos religiosos en todo lo Brasil, durante la pandemia de Covid-19. Su decisión, toma liminarmente y de forma monocrática, se dio en respuesta al pedido formulado por la Asociación Nacional de los Juristas Evangélicos (Anajure), que contestaba la constitucionalidade de decretos provinciales y municipales que limitaban cultos y celebraciones religiosas para intentar contener la COVID-19. Al liberar la realización de los cultos y misas, Nunes Marques determinó que fueran respetados protocolos sanitarios, como límite máximo de ocupación del 25%, distanciamento social, aferição de temperatura y disponibilização de alcohol gel. Según el ministro, la prohibición del ejercicio de práctica religiosa violaría la razoabilidade y proporcionalidad, y podría configurar una extrapolação del poder de los entes federativos, hiriendo la libertad religiosa.
La decisión de Nunes Marques fue considerada controversia, por haber ocurrido en momento de agravamiento de la pandemia en Brasil. Según infectologistas, asociaciones médicas y órganos públicos de salud, la aglomeración en iglesias y cultos trae alto riesgo de contagio y propagación de COVID-19. También causó polémica el hecho de la acción haber sido ajuizada por asociación religiosa que, meses antes, fuera considerada por el Supremo Tribunal Federal como parte no legítima para ajuizar aquel tipo de acción. En el inicio del año, en la argumento de incumplimiento de precepto fundamental (ADPF) nº 703, propuesta por la misma Anajure, a Corte entendió de forma unánime - contando con voto de Nunes Marques - que la Anajure "carece de legitimidad para la propositura de la presente arguição". En su voto que liberó cultos y actividades religiosas, Nunes Marques reconoció que la Anajure ya había sido declarada como parte ilegítima en acción semejante, pero optó por continuar con el proceso y proferir decisión, alegando que los dos casos poseerían "premissas fáticas distinguidas", ya que en el proceso más reciente a Anajure buscaria provimento que guardaría "relación fundamental con sus objetivos esenciales, consistentes en la protección de la libertad religiosa". Al contrario del alegado por Nunes Marques, la ADPF nº 703 también fuera propuesta con base en la protección de la libertad religiosa.
El luego Min. Marco Aurélio criticó públicamente la decisión de Nunes Marques, afirmando que veía con “mucha preocupación” la liberação de cultos y misas presenciales en el país, en medio a la pandemia; según Marco Aurélio, "genera perplejidad [la decisión] en un momento en que aún no llegamos al pico de la pandemia en Brasil". El alcalde de Belo Horizonte, Alexandre Kalil, afirmó en red social que no cumpliría la decisión de Marques, afirmando que en la ciudad continuaría valiendo el decreto que hube vetado la realización de celebraciones religiosas presenciales. Kalil afirmó que suya rechaza sería justificada por la decisión anterior del Supremo Tribunal Federal, en la cual decidió que Estados y Municipios detienen poder para determinar reglas de aislamiento y quarentena durante la pandemia. Al tomar conocimiento de la declaración, Nunes Marques intimou Kalil a cumplir "con máxima urgencia" la decisión, exigiendo aunque el Alcalde esclareciera, en 24 horas, "las providencias tomadas, bajo pena de responsabilización, inclusive en el ámbito criminal, en los términos de la ley".  Nunes Marques aún oficiou la Procuraduría-General de la República, para que adoptara las medidas cabíveis contra el Alcalde "con miras a la gravedad de la declaración pública de una autoridad de que no pretende cumplir una decisión de este Supremo Tribunal Federal", así como movilizó la Policía Federal, si fuera necesario actuación policial para imponer la decisión. Intimado, Kalil reculó y suspendió la fiscalización en iglesias que realizan misas y cultos presenciales, afirmando aunque la Procuraduría Municipal iría a entrar con recurso contra la decisión. El Presidente del Frente Nacional de Alcaldes, Jonas Donizette, pidió que el ministro Luiz Fux, presidente del STF, si manifestara con urgencia sobre la decisión de Nunes Marques, por entender que la decisión estaría "en flagrante contradicción" con el ya decidido pela Corte, afirmando aunque el decidido por Marques "confunde el enfrentamiento a la pandemia".
Dos días tras la decisión de Nunes Marques, el ministro Gilmar Mendes decidió, en acción similar, mantener la validez de decreto del Estado de São Paulo que prohibía celebraciones religiosas en el estado. La violación la libertad religiosa – uno de los argumentos llevados en cuenta por Marques cuando de su decisión – fue rechazada por Gilmar Mendes, que clasificó esa comprensión como "postura negacionista". La existencia de dos decisiones contradictorias generó incertidumbres sobre cuál desalas dos decisiones debería valer, tanto en territorio nacional cuánto en el estado paulista. La acción decidida por Gilmar Mendes fue enviada al Plenario del Supremo Tribunal Federal, que decidió, por 9 a 2, que Estados y Municipios pueden restringir cultos y misas en la pandemia. Los votos dissonantes fueron dados por Nunes Marques y Días Toffoli. La web de verificación de hechos, Aos Fatos, acusó Nunes Marques de valerse de "datos falsos y distorsionados" en su voto. En razón del decidido por el Plenario, Nunes Marques revocó su liminar.

## Vida personal
Nunes se declara católico. De origen humilde, hijo de profesores de la red pública, creció en la periferia de Teresina y fue el primero de su familia a formarse en un curso de enseñanza superior. Es casado con Maria del Socorro Marques, que en 2020 trabajó como operaria comissionada en el gabinete del senador Elmano Férrer (Podemos-PI) y que, previamente, sirvió en los gabinetes de Wellington Días (PT/PI) entre 2011 y 2014, tras la suplente desale Regina Sousa (PT/PI) entre 2015 y 2018 y, enseguida, del segundo suplente Zé Santana (MDB-PI) en 2019.